# 楊暁渡
楊 暁渡（よう ぎょうたく、1953年10月26日 - ）は、中華人民共和国の官僚、政治家。上海市出身。現職は中国共産党中央政治局委員兼書記処書記、中国共産党中央規律検査委員会副書記、中華人民共和国国家監察委員会主任、中国共産党第十九回全国代表大会代表。

## 経歴
1953年10月26日、上海市で生まれる。文化大革命中期の1970年5月より安徽省太和県の宋集人民公社で知識青年として労働に従事。1973年9月に上海中医薬大学薬学科で勉強した（当時は「入学」「進学」「合格」「卒業」「学位授与」にあらず）。
1976年12月、チベット自治区ナクチュ地区医薬公司股長、副経理に任命。1984年1月、ナクチュ地区医院党委員会書記に就任。1986年9月、ナクチュ地区行署副専員に就任。1992年12月、チャムド地区党委員会副書記、行署副専員に就任。1995年7月、チベット自治区財政庁庁長に就任。1998年5月、チベット自治区人民政府副主席に昇格。
2001年5月、チベット自治区で25年間働いた後、48歳の楊暁渡は上海市に戻り、上海市人民政府副市長兼上海市文化財管理委員会主任を務めた。2006年10月、上海市党委員会常務委員、統一戦線部部長、上海市社会主義学院院陳、党組書記に就任。2012年5月、上海市党委員会常務委員、市紀委書記に就任。2012年11月14日、中国共産党第18期中央規律検査委員会委員に選出された。
2013年10月、中華人民共和国自然資源部の巡視に入る中共中央規律検査委員会第三巡視組（第二輪）の組長を務めた。2014年1月15日、中国共産党中央規律検査委員会常務委員兼副書記に補選される。2016年12月25日、中華人民共和国監察部部長を兼務。2017年1月11日には国家予防腐敗局局長、中央深化国家監察体制改革試点工作領導小組成員、党組成員兼弁公室主任を兼務する。
2017年10月25日、64歳の楊暁渡は中国共産党中央政治局委員、中央書記処書記に選出され、三十年来初めて中央政治局に入る中央紀律委員会副書記となった。2018年2月24日、第13回全国人民代表大会代表（議員）に選出される。2018年3月18日、第13回全国人民代表大会第1回会議第6回全体会議で、初代中華人民共和国国家監察委員会主任に選出された。